# Heterocentron axillare
Heterocentron axillare är en tvåhjärtbladig växtart som beskrevs av Charles Victor Naudin. Heterocentron axillare ingår i släktet Heterocentron och familjen Melastomataceae. Inga underarter finns listade i Catalogue of Life.